# Michal Kolář
Michal Kolář (* 1951) je český psychoterapeut a etoped. Dlouhodobě se zabývá problematikou šikany. Vytvořil původní speciální teorii, vnitřní diagnostiku a diferencovanou léčbu tohoto destruktivního fenoménu. Spolupracuje s MŠMT ČR na koncepci prevence školního šikanování.
Je předsedou občanského sdružení Společenství proti šikaně.